# Bådan (naturreservat)
Bådan är ett naturreservat i Luleå kommun i Norrbottens län.
Området är naturskyddat sedan 1997 och är 18,5 kvadratkilometer stort. Reservatet omfattar tre låglänta öar i Lule skärgård. Reservatet består av hällmarker, klapperstensfält och strandängar.